# Smicridea polyfasciata
Smicridea polyfasciata är en nattsländeart som beskrevs av Martynov 1912. Smicridea polyfasciata ingår i släktet Smicridea och familjen ryssjenattsländor. Inga underarter finns listade i Catalogue of Life.